# Sweeney Todd (album)
Sweeney Todd è l'album di debutto del gruppo glam rock canadese Sweeney Todd. Il singolo "Roxy Roller" raggiunse il numero uno nell'RPM National Singles Poll il 26 giugno 1976 e mantenne quella posizione per tre settimane. Il cantante Nick Gilder e il chitarrista Jim McCulloch hanno successivamente intrapreso la carriera da solista. Da allora sono tornati entrambi nella band.

## Tracce
1. Roxy Roller – 3:49
2. Broadway Boogie – 2:58
3. Juicy Loose – 2:56
4. Short Distance Long Journey – 2:48
5. The Kilt (strumentale) – 4:26
6. Rock 'N' Roll Story – 3:57
7. Sweeney Todd Folder – 3:29
8. See What We're Doing Now – 3:21
9. Day Dreams – 2:29
10. Rue De Chance – 3:07
11. Let's All Do It Again – 4:24

## Formazione
- Nick Gilder –  voce e basso
- Jim McCulloch – chitarra e cori
- John Booth – batteria e cori
- Budd Marr – basso
- Dan Gaudin  – tastiera

## Classifiche

### Classifiche settimanali
| Classifica (1976) | Posizione massima |
| ----------------- | ----------------- |
| Canada            | 19                |

### Classifiche di fine anno
| Classifica (1976) | Posizione massima |
| ----------------- | ----------------- |
| Canada            | 23                |